# Duesenberg (automobile)
Pour les articles homonymes, voir Duesenberg.

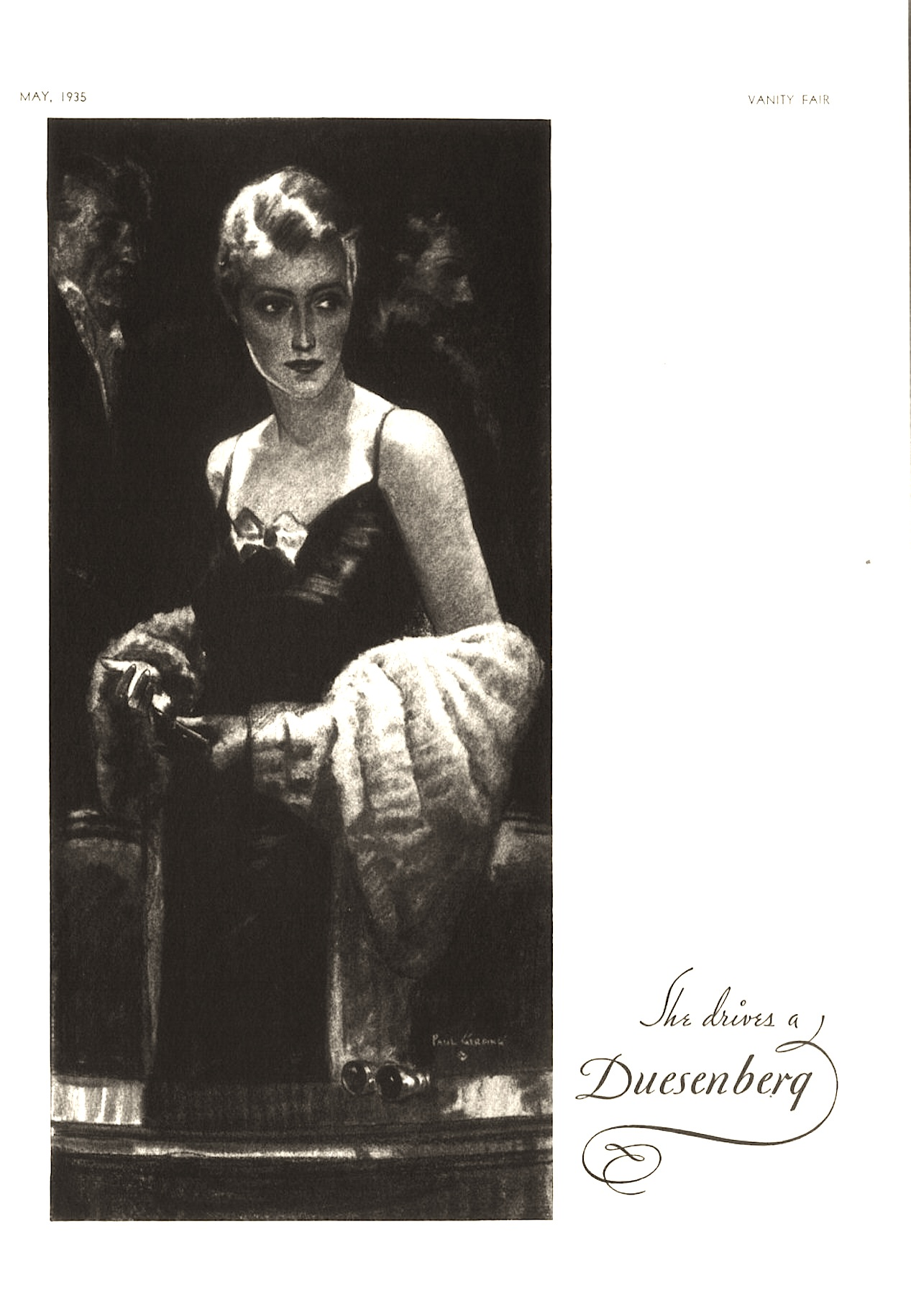
publicité de la marque.

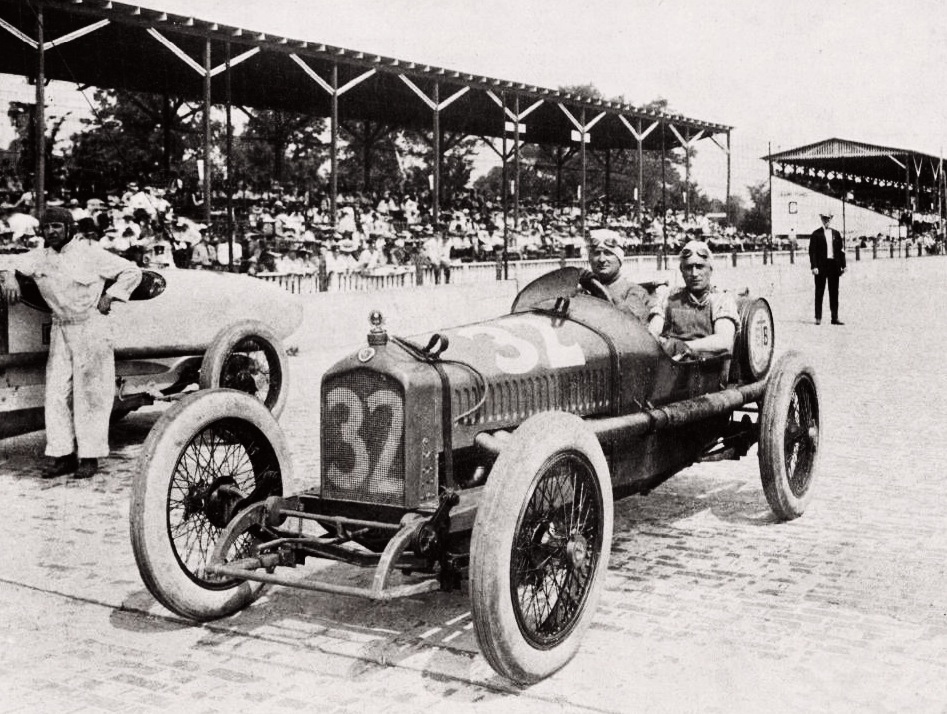
Albert Guyot aux 500 miles d'Indianapolis 1921 sur Duesenberg (8e).

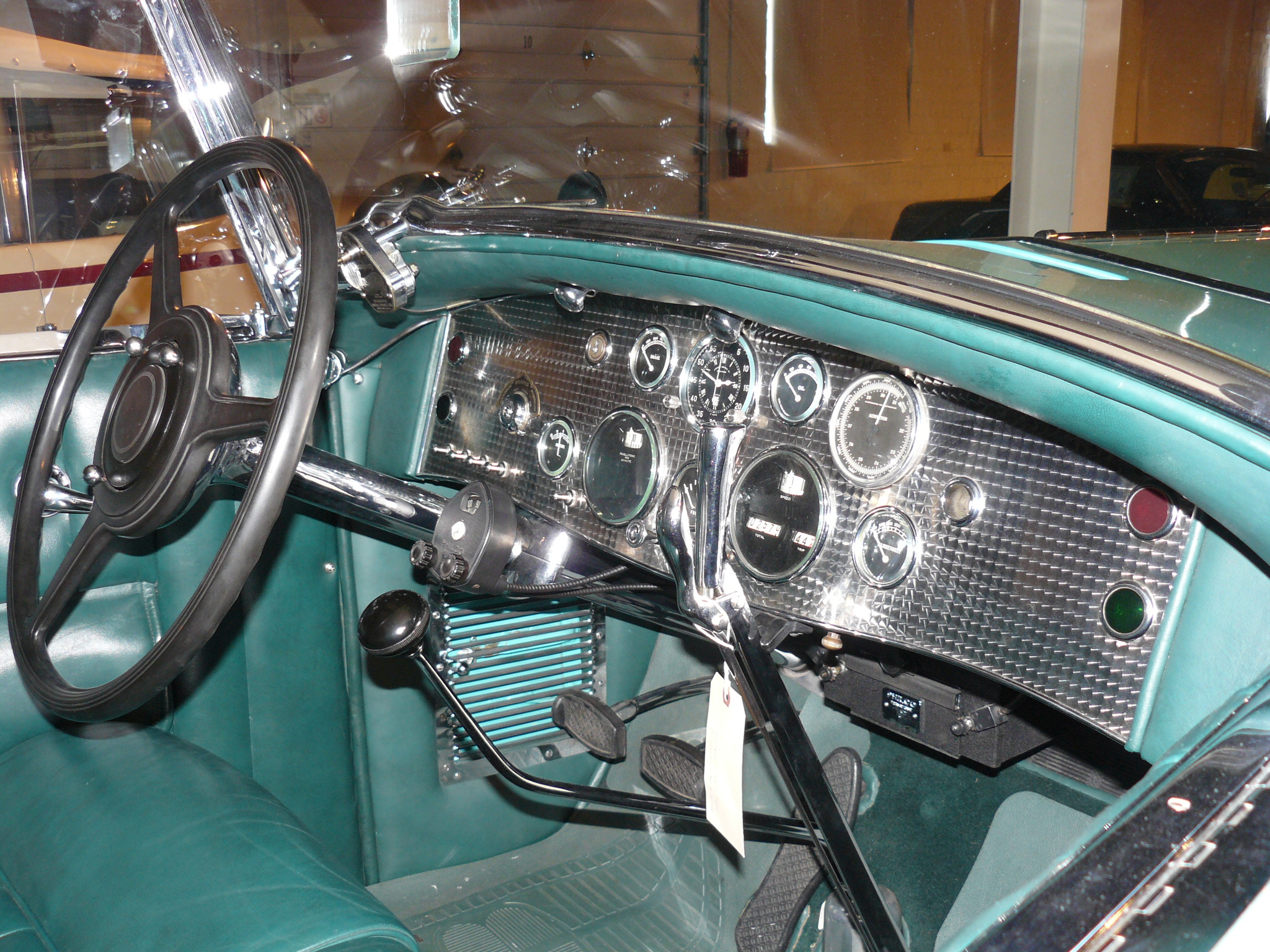
Planche de bord d'un Modèle "J" de 1930.

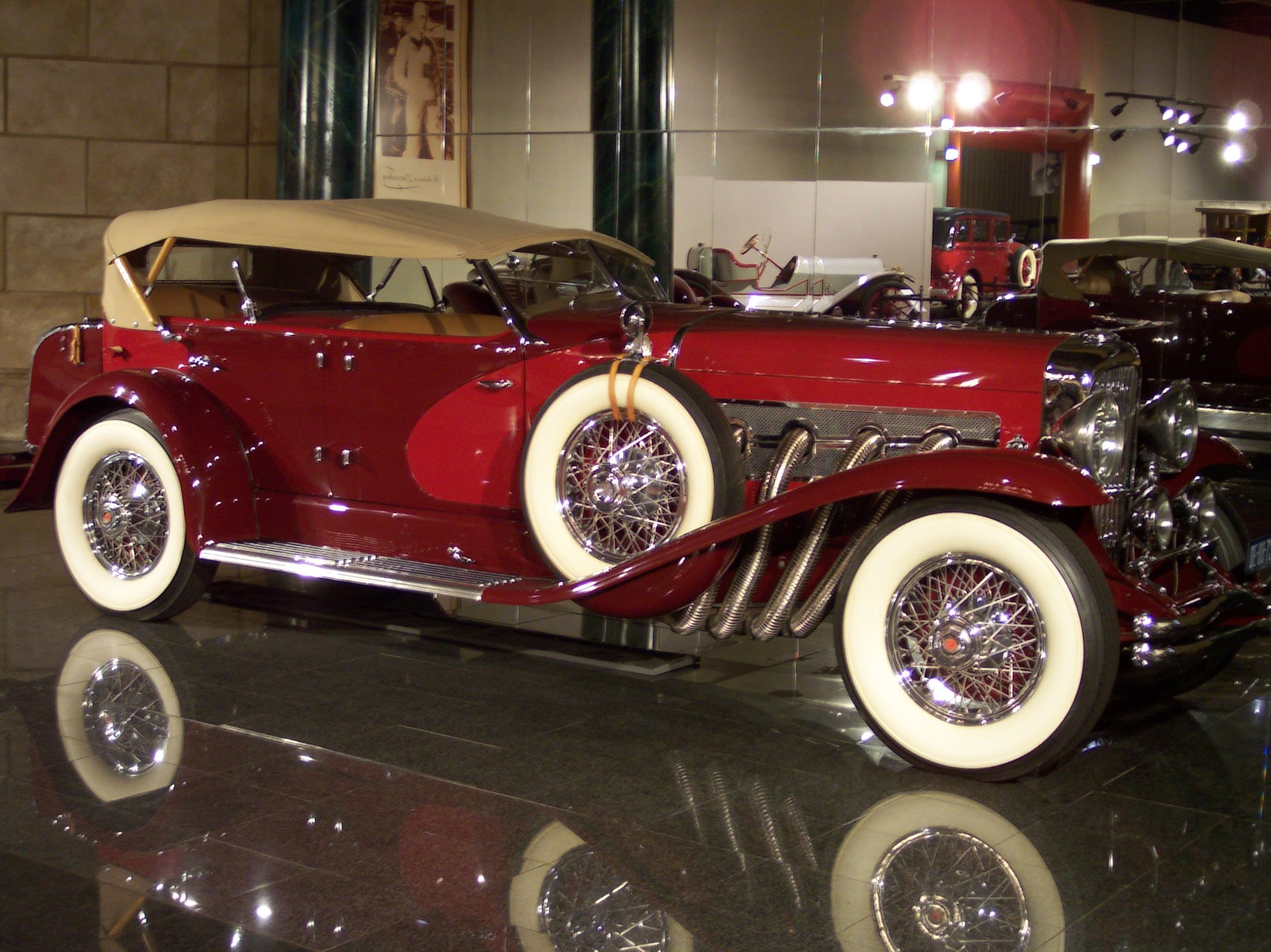
Duenseberg SJ, Phaeton à carrosserie Lagrande, 1935

Duesenberg est une entreprise de construction automobile américaine du début du XXe siècle.
La marque est fondée en 1913 par les frères Frederick (Fred) et August (Augie) Duesenberg, dans le but de construire des voitures de course. Elle s'illustre en particulier aux 500 miles d'Indianapolis (qu'elle remporte à quatre reprises, en 1922 - Murphy -, 1924 - Boyer -, 1925 - DePaolo - et 1927 - Souders), au Grand Prix de France qu'elle remporte en 1921 (première voiture américaine à s'imposer dans un Grand Prix européen - Mercer ayant gagné celui des États-Unis en 1914-), et au championnat américain de course automobile AAA grâce à Tommy Milton en 1921, Jimmy Murphy en 1922 (2 victoires), et Peter DePaolo en 1925 (6 victoires), alors que Eddie Hearne dispute 5 saisons complètes pour la marque, avec des troisièmes places en championnat pour 1918 et 1921.
À la suite de difficultés financières, la société est rachetée en 1926 par Errett Lobban Cord, qui en fait la marque de prestige de son groupe automobile. Sous son impulsion, Duesenberg crée son chef-d’œuvre, le Duesenberg J, qui est présenté au salon de New York de 1929 et qui est rapidement choisi par les vedettes de Hollywood comme Clark Gable ou Gary Cooper.
Grâce à ce modèle, et à son dérivé à compresseur Duenseberg SJ, Duesenberg acquiert aux États-Unis une réputation comparable à celle de Bugatti en Europe, en tant que constructeur alliant performances et élégance exceptionnelles. Toutes les Duesenberg fabriquées deviennent des classiques de la construction automobile américaine de prestige, un cran au-dessus de Cadillac, Lincoln, Packard ou Pierce-Arrow.
À la suite de la faillite du groupe Cord, Duesenberg cesse sa production en 1937. L'usine est rachetée par le constructeur de camions Herrington.
Après la Seconde Guerre mondiale, August Duesenberg essaie de relancer la marque, sans succès.
Dans les années 1960, Fritz Duesenberg (le fils d'August) et Virgil Exner comme designer, utilisent le châssis et le moteur de la Chrysler Imperial de 1966. Faute de financement, aucune suite industrielle n'est donnée. En 1976, une nouvelle tentative de relance échoue. Cette fois-ci, la voiture utilise comme base la Cadillac Fleetwood. Malgré un certain écho, Harlan et Kenneth Duesenberg, petits neveux des fondateurs n'arrivent pas à faire revivre la marque.

## Publicité
Au temps de sa splendeur, avant l'effondrement boursier de 1929, la réputation de la marque était telle que les publicitaires chargés d'en faire la promotion adoptèrent une stratégie étonnante: Les pages de publicités pour la marque se « payaient le luxe » de NE PAS montrer la voiture : on y voyait seulement une photographie d'un homme (ou d'une femme) élégant (e) et raffiné(e) dans un décor évoquant le luxe (foyer de l'Opéra, à la barre d'un yacht, dans un bal de la haute société, etc.) accompagné de la simple mention : «He (or She) drives a Duesenberg» (Il - ou elle - conduit une Duesenberg).

## Records d'endurance: La "Mormon Meteor"
Marque de niche, avec de faibles volumes de vente, Duesenberg ne pouvait guère supporter les frais d'une écurie de course sur une saison complète comme le firent Mercedes ou Auto-Union (avec un soutien financier de l'État nazi) mais se distingua néanmoins dans un domaine bien spécialisé, les records sur longue durée, grâce à un pilote atypique, Ab Jenkins, mormon et fier de l'être, qui avait banni de sa vie le tabac et l'alcool, servant ainsi de porte étendard à ses coréligionnaires.
Il était capable de conduire parfois 24 H d'affilée sur le lac salé asséché de Bonneville salt flats dans l'Utah (l'état des mormons) à des vitesses impressionnantes une Duesenberg spéciale baptisée Mormon Meteor qui connut une longue carrière et deux motorisations successives, un moteur Duesenberg gonflé, puis un monstrueux moteur d'avion Curtiss Conqueror V12.
Avec cet engin et en se relayant au volant, Jenkins et un coéquipier établirent dans les années 1930 un record des 24 H à plus de 247 km/h de moyenne et même un record des 48 H à 239 km/h, excellente publicité pour la firme.
Parvenue intacte jusqu'à notre époque, la Mormon Meteor, à l'interminable capot moteur et à l'aérodynamique bien présente, mais encore inaboutie, n'est pas sans ressemblances avec la monstrueuse voiture de record à bord de laquelle l'excentrique milliardaire Mr Pump se tue au début de l'album d'Hergé Le testament de Mr Pump, dans la série des aventures de Jo, Zette, et Jocko .

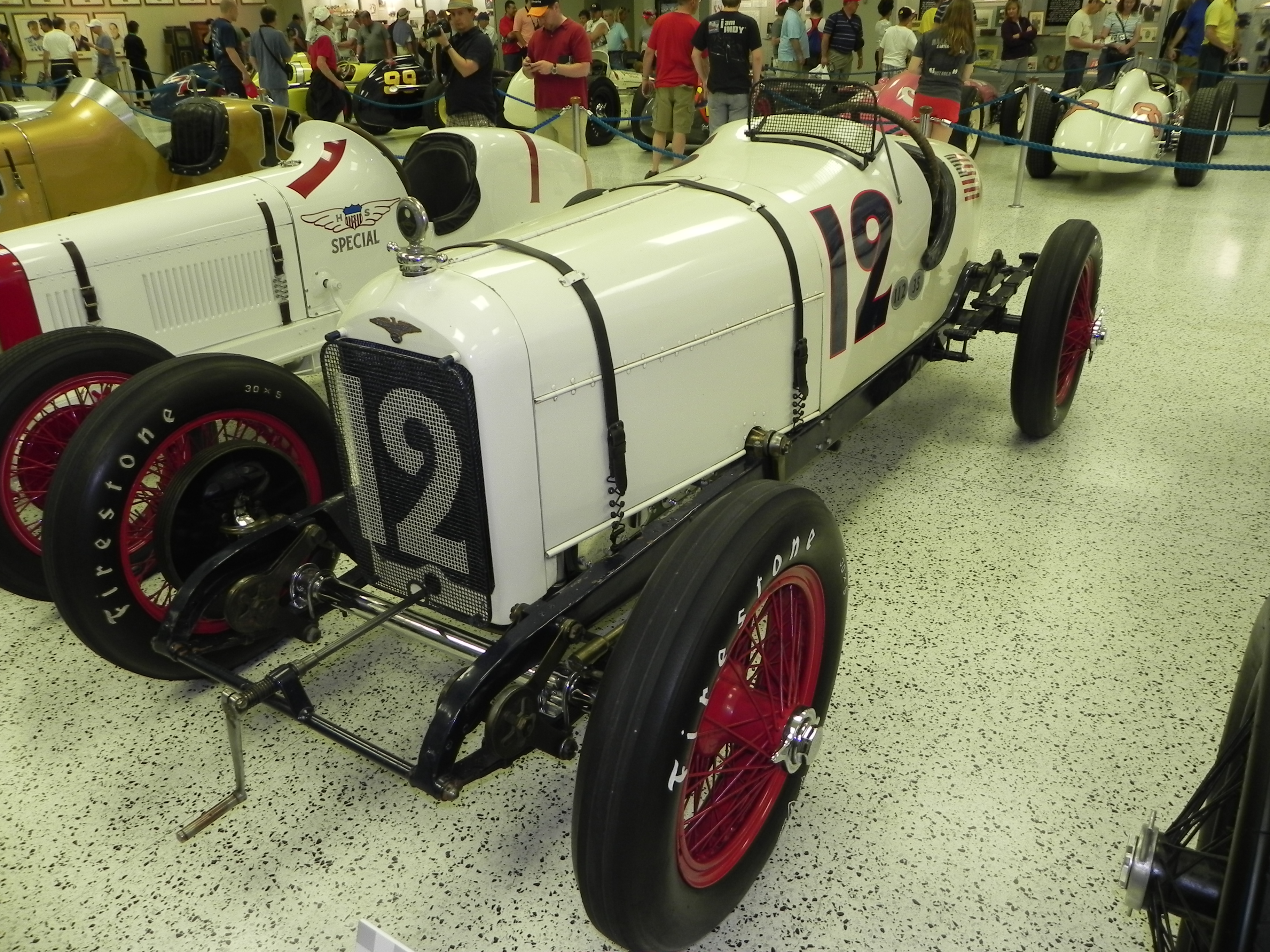
La Duesenberg Murphy Special de Jimmy Murphy, victorieuse du GP de France 1921 et de l'Indy 500 1922.

## Sources
- (en) Palmarès de Peter DePaolo sur ChampCarStats

- (en) Cet article est partiellement ou en totalité issu de l’article de Wikipédia en anglais intitulé « Duesenberg » (voir la liste des auteurs).